# 매일일보
매일일보(每日日報)는 대한민국 서울특별시에서 발행되는 조간 신문이다. 본사는 서울특별시 영등포구 여의도에 있다. 현재 대표이사는 창간자인 나정영이다.
2004년 2월 15일 시사서울이라는 이름의 타블로이드형 주간 시사종합신문으로 창간되었다.
2012년 10월, 대판형 종합일간지로 전환되었으며 이듬해인 2013년 2월, 제호를 지금의 매일일보로 변경했다.